# NGC 4335
NGC 4335 este o radiogalaxie situată în constelația Ursa Mare. A fost descoperită în 1789 de către William Herschel. Se află la o distanță de 68,58 de megaparseci de Pământ.